# The Bolsheviks
I Bolsheviks sono stati un tag team di wrestling attivo alla fine degli anni novanta nella World Wrestling Federation, composto da Nikolai Volkoff e Boris Zhukov.
Il duo impersonava una coppia di cattivi comunisti provenienti dall'Unione Sovietica. In realtà, Peruzović era croato e Harrel addirittura americano, ma aveva passato gran parte della sua carriera ad interpretare il personaggio del russo.

## Storia
Zhukov venne messo in coppia con Volkoff nel 1987 dopo che il suo partner di tag team precedente, The Iron Sheik, era stato licenziato dalla federazione. La coppia debuttò nel corso di una battle royal a 10 uomini svoltasi nella puntata di WWF Superstars of Wrestling del 31 ottobre 1987. Il manager del tag team era Slick. Volkoff & Zhukov debuttarono in pay-per-view alle Survivor Series del 1987, prendendo parte ad uno dei match ad eliminazione. Furono eliminati quasi subito entrambi.
La successiva apparizione ebbe luogo durante la 20 men battle royal tenutasi a WrestleMania IV ad Atlantic City. Una delle maggiori vittorie riportate dal tag team fu una vittoria sui The British Bulldogs ottenuta in breve tempo. In seguito il duo perse con i Powers of Pain a SummerSlam '88. Parteciparono ancora alle Survivor Series nel 1988 e durante il match Zuhkov schienò Jim Powers eliminando gli Young Stallions, ma i Bolsheviks furono eliminati a loro volta dai The Rockers poco tempo dopo.
Trascorsero gran parte del 1989 in una faida con i Bushwhackers, che riscosse scarso successo e non parteciparono ad eventi PPV. Inoltre, in questo periodo Slick cessò di fare loro da manager. Il team si sciolse una prima volta a metà 1989 quando Volkoff lasciò la WWF per lottare nel circuito indipendente, e Zhukov rimase nella federazione in qualità di jobber. Quando Volkoff fece ritorno in WWF circa un anno dopo, la coppia si ricostituì.
Il duo non vinse mai alcun titolo, e l'unica presenza di rilievo in PPV fu a WrestleMania VI, dove Volkoff & Zuhkov furono sconfitti in 19 secondi dalla Hart Foundation.
Dopo WrestleMania, la coppia si divise per la seconda volta. Volkoff "cambiò identità" diventando un acceso sostenitore della distensione tra Stati Uniti e Russia, mentre invece Zhukov rimase nei panni del comunista malvagio. Nel 1990 i due si scontrarono uno contro l'altro nel corso di una faida che culminò a Survivor Series 1990 in un eight-men elimination match dove il team di Volkoff, chiamato "The Alliance" e composto oltre che da lui, anche da Tito Santana e dai Bushwhackers, sconfisse "The Mercenaries", squadra composta da Sgt. Slaughter, The Orient Express e Zhukov. Santana fu l'unico sopravvissuto.

## Nel wrestling
Mossa finale
- Backbreaker hold (Volkoff) / Second rope axe handle elbow drop (Zhukov) (combinazione)

Manager
- Slick[8]

## Titoli e riconoscimenti
- Wrestling Observer Newsletter
  - Worst Tag Team (1988)